# 八柳氏
八柳氏（やつやなぎし）は姓氏のひとつ。本姓は賀茂氏また平氏とも。家系は出羽国国人領主で、八柳館主。

## 秋田藩士 八柳氏
八柳氏はもともと独立した国人領主であったが、戦国大名安東氏の影響を強く受けてきた。檜山安東氏の当主安東愛季が同族湊安東氏の堯季の死後、その遺領である秋田湊を掌握するようになると、周辺の豪族である豊島氏、下刈氏、河尻氏らは、その勢力拡大に危機感を抱き、天正17年2月（1589年）、安東宗家（秋田氏に改姓）と豊島道季をはじめとする大平、新城、八柳氏連合軍との間で湊檜山合戦が始まった。一時、秋田実季を苦境に立たせるものの、やがて越後国の本庄氏を味方につけた実季が逆転し豊島勢を打ち破った。豊島氏に同調した下刈氏や河尻氏のみならず秋田湊の交易によって富を得ていた八柳兵三郎ら八柳氏や大平氏、新城氏らも経済的打撃を受け、八柳館主 八柳平治郎は秋田実季に臣従を余儀なくされ、以後、八柳氏は秋田氏の重臣として仕えた。
関ヶ原の戦いの後、秋田実季は常陸宍戸藩に転封となり秋田の地を離れることとなったが、八柳氏はこれに同行せず、代わりに秋田藩主に封じられた佐竹氏の当主 佐竹義宣に仕え以後、子孫は秋田藩士となった。

### 八柳氏系図
秋田氏の家臣から、秋田藩士となった八柳氏に二流ある。
- 八柳本家

八柳盛次の代にはじめて佐竹家臣となる。家紋は丸三引立。
文化2年（1806年）8月、八柳新左衛門盛保の代に秋田に系図が提出された。
```
系譜 八柳元盛 ― 元宗 ― 盛広 ― 盛次 ― 盛勝 ― 盛久 ― 盛庸 ― 盛為 ― 盛孝 ― 盛保
```

- 分家 八柳家

上記 盛次の次男 八柳盛景よりはじめる八柳氏がある。家紋は二重三引立。文化2年（1806年）8月、八柳三左衛門盛壽の代に秋田藩に系図が提出される。
```
系譜 盛次 ― 盛景 ― 盛政 ― 盛壽
```

## 新庄藩士 八柳氏
前項の一族 八柳右馬之助は八柳氏が安東氏に対抗していた時代から同盟関係にあった角館城主 戸沢盛安の家臣となり、戸沢氏が新庄藩主に封ぜられるに及び、代々、新庄藩士となった。
また、戸沢氏の家臣としては、八柳盛繁の名も見え、慶長3年（1598年）、伏見城普請に際して材木を安東氏から受領する際、受取証書を発行の署名に盛繁の名前が見受けられる。
なお、八柳氏は旧国人領主の家柄ということもあり、家格は比較的高く中老格 八柳極人・八柳馬之丞親子らを輩出すなど家門は栄えた。
また、一門には新庄藩士 安島氏より養子に入った八柳壽三などがいる。